# Trouble Maker (EP)
Trouble Maker (Coreano: 트러블메이커) es el EP debut del dúo surcoreano Trouble Maker  formado por Hyuna de 4minute y Hyunseung de Beast.
Lanzado el 1 de diciembre de 2011, el álbum marcó la primera colaboración entre los dos fuera de sus grupos. El dúo promocionó el álbum extensivamente, incluyendo numerosas actuaciones. La canción "Trouble Maker" fue usada para promover el EP. Fue también actuada en los "2012 MAMA Awards". La canción ganó la "Mejor Colaboración" en los 14th Mnet Asian Music Awards.

## Fondo
El miniálbum consiste en 4 pistas; el sencillo usado para promocionar llamado "Trouble Maker", una balada llamada "The Words I Don't Want to Hear", una colaboración de HyunA y Rado llamada "Time", y una canción de Hyunseung (solo) llamada "Don't You Mind".
Trouble Maker ganó un premio de Mnet M! Countdown por su canción "Trouble Maker". La canción también ganó el Mutizen Song en Inkigayo el 8 de enero. A partir del 31 de diciembre de 2012, la canción sobrepasó las 4.408.787 de descargas.

## Promoción y lanzamiento
El 24 de noviembre de 2011, Cube Entertainment anunció que HyunA y Hyunseung formarían una subunidad.
El 26 de noviembre de 2011, Trouble Maker lanzó la "Track Listing" (lista de tracks) para su entonces álbum debut, así como un audio teaser. Hyuna y Hyunseung también actuaron en el 2011 Mnet Asian Music Awards para seguir promoviendo el álbum, exhibiendo una danza provocativa y lo que se creía que era un beso íntimo, forzando a Cube Entertainment a hacer una declaración oficial que decía que "el beso no fue labio a labio, sino en realidad de labio a mejilla."
Trouble Maker reveló su primer miniálbum el 1 de diciembre de 2011.
El 6 de diciembre de 2011, Hyuna y Hyunseung actuaron como Trouble Maker en el concierto "United Cube" en Londres como parte de su tour promocional. Luego ellos se movieron a Brasil una semana más tarde.
Después de que las promociones de Trouble Maker empezaran, el dúo se vio forzado a cambiar su coreografía debido a que fue considerada "muy sexy" para la emisión nacional. La nueva coreografía fue presentada por primera vez en el episodio del 9 de diciembre de Músic Bank.
Desde su lanzamiento, se convirtió en un hit instantáneo y su popularidad se elevó. Numerosas celebridades parodiaron "Trouble Maker", como en KBS Dream High, donde Kahide After School y el actor Kim Jung Tae imitaron el escenario de "Trouble Maker". De espectáculos de televisión, conciertos, entregas de premios y más, es común de ver parodias del dúo mostrando qué gran impresión hicieron Hyuna y Hyunseung en la industria. La canción también recibió numerosos "primer lugar" en varias emisiones de shows musicales, una triple corona en Mnet M! Countdown (el 15, 22 y 29 de diciembre), uno en SBS Inkigayo (8 de enero) y uno en JTBC Music On Top (5 de enero).[cita requerida]

## Videos musicales
El video musical fue lanzado el 1 de diciembre de 2011. Al final del video, Hyuna pone la habitación del hotel en fuego, atrapando a Hyunseung. Hyunseung entonces le dispara a Hyuna antes de que ella pueda irse de la habitación.

## Canciones
| N.º   | Título                                              | Duración |  |
| 1.    | «Trouble Maker»                                     | 3:40     |  |
| 2.    | «The Words I Don't Want To Hear (듣기 싫은 말)»     | 3:26     |  |
| 3.    | «"Time"» ((Hyuna featuring Rado))                   | 3:30     |  |
| 4.    | «"Don't You Mind (아무렇지 않니)"» (Hyunseung Solo) | 2:59     |  |
| 13:25 |                                                     |          |  |

## Posicionamiento
El 24 de diciembre de 2011, "Trouble Maker" debutó como N°1 en los Gaon Singles Chart. La canción alcanzó la segunda posición en los Billboard K-Pop 100 para la fecha el 24 de diciembre de 2011.[cita requerida]

### Álbum
| Listas             | Posición |
| ------------------ | -------- |
| Gaon weekly chart  | 2        |
| Gaon monthly chart | 3        |

### Sencillos
| Canción                         | Posición   | Posición      |
| Canción                         | Gaon Chart | K-Pop Hot 100 |
| ------------------------------- | ---------- | ------------- |
| "Trouble Maker"                 | 1          | 2             |
| "The Words I Don't Want To Hear | 53         | 52            |
| "Time"                          | 99         | -             |
| "Don't You Mind"                | 107        | -             |

### Ventas
| Listas              | Ventas                 |
| ------------------- | ---------------------- |
| Gaon physical sales | 36 427 (Corea del Sur) |

### Fin de año
| Listas (2011)       | Notas               |
| ------------------- | ------------------- |
| Gaon Download chart | 4 404 544 descargas |

## Créditos y personal
- Hyuna - vocalista, rapera
- Hyunseung - vocalista
- Shinsadong - productor, escritor de letras, organizador de música
- Rado - productor, escritor de letras, organizador de música
- LE - escritora de letras